# Морондо (Верчели)
Морондо је насеље у Италији у округу Верчели, региону Пијемонт.
Према процени из 2011. у насељу је живело 100 становника. Насеље се налази на надморској висини од 820 м.